# Люк Гарбатт
Люк Гарбатт (англ. Luke Garbutt, нар. 21 травня 1993, Гаррогейт) — англійський футболіст, захисник клубу «Блекпул».

## Клубна кар'єра
Народився 21 травня 1993 року в місті Гаррогейт. Перші кроки у футболі зробив у юнацькій команді клубу «Лідс Юнайтед», а у 2009 році перейшов до академії футбольного клубу «Евертон» за 600 000 фунтів стерлінгів за рішенням суду, оскільки клуби не зуміли домовитися про ціну трансферу.
Для набуття постійної ігрової практики клубне керівництво "Евертон"у у 2011 році вирішило віддати молодого гравця у оренду до нижчолігового клубу «Челтнем Таун», де Люк Гарбатт провів один сезон, взявши участь у 34 матчах чемпіонату.
У 2012 році Гарбатт повернувся до «Евертону», та дебютував у основній команді 29 серпня 2012 року у грі другого раунду Кубку Футбольної ліги проти клубу «Лейтон Орієнт». Але у основний склад клубу молодий гравець пробитися не зумів, і наступний сезон у своїй кар'єрі провів у оренді в нижчоліговому клубі «Колчестер Юнайтед», де виступав протягом сезону 2013—2014 років.
Із початку 2014 року Люк Гарбатт повернувся до «Евертону», та дебютував у Прем'єр-Лізі у квітні 2014 року проти «Саутгемптона». Протягом сезону відіграв за клуб з Ліверпуля 5 матчів у національному чемпіонаті.
25 липня 2015 року Люк Гарбатт на правах оренди перейшов до складу лондонського клубу «Фулгем», який виступає у Чемпіоншипі. За новий клуб футболіст уперше відзначився забитим м'ячем 19 грудня 2015 року в зіграному внічию із рахунком 2-2 матчі з «Болтоном». Гарбатт відіграв за «дачників» 25 матчів у Чемпіоншипі, після чого керівництво «Евертона» вирішило перевести його в півторарічну оренду до клубу «Віган Атлетік». 2 липня 2018 року футболіст перейшов також на засадах оренди до клубу Першої ліги «Оксфорд Юнайтед».
12 липня 2019 року Люк Гарбатт на правах оренди перейшов до клубу «Іпсвіч Таун». За рік, після завершення контракту з «Евертоном», Гарбатт підписав контракт із клубом «Блекпул».

## Виступи за збірні
2008 року дебютував у складі юнацької збірної Англії, взяв участь у 37 іграх на юнацькому рівні, відзначившись 3 забитими голами. У складі збірної став переможцем Чемпіоном Європи у 2010 році.
Із 2013 до 2015 року залучався до складу молодіжної збірної Англії. На молодіжному рівні зіграв у 11 офіційних матчах.

## Титули і досягнення
- Чемпіон Європи (U-17): 2010